# Abacetus atroirideus
Abacetus atroirideus là một loài bọ chân chạy thuộc phân họ Pterostichinae. Loài này được Straneo mô tả lần đầu năm 1959 và được tìm thấy ở Cộng hòa Dân chủ Congo, Ethiopia và Rwanda.